# Paix de La Haye
Pour les articles homonymes, voir Traité de La Haye.

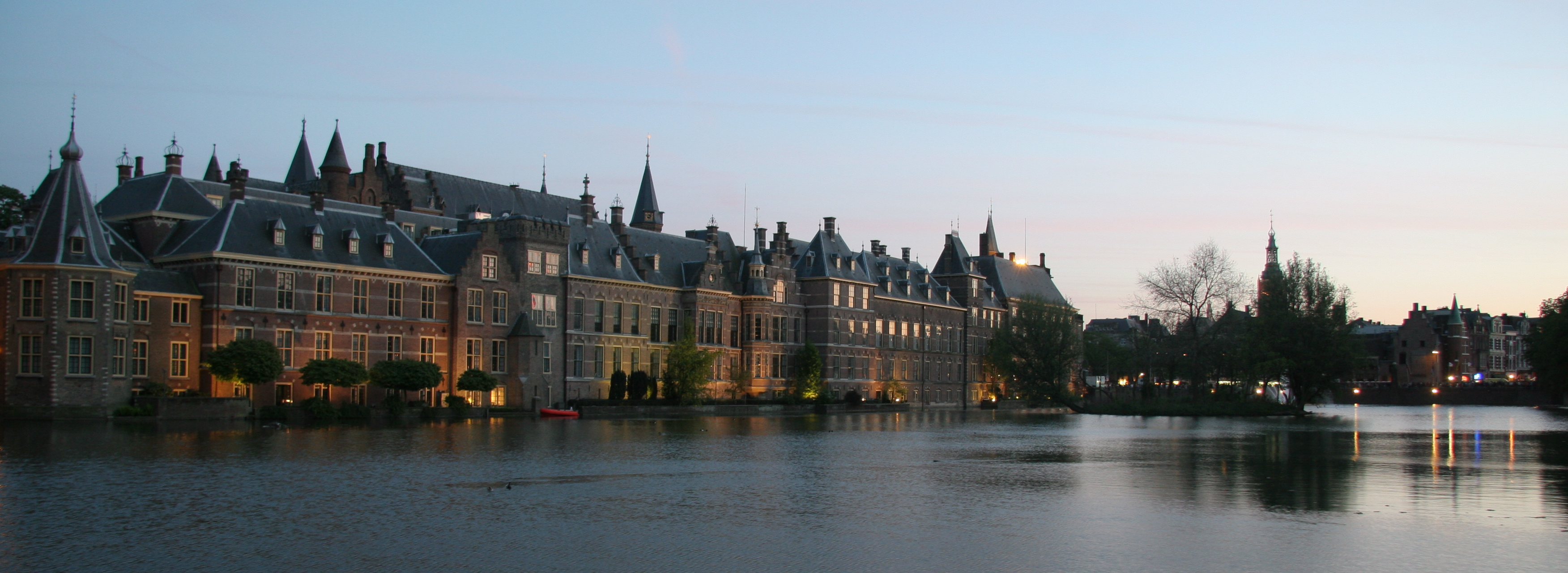
Vu du Binnenhof à La Haye

La paix de La Haye ou traité de Den Haag de 1720 met fin à la guerre de la Quadruple-Alliance qui a commencé au cours de l'été 1717 lorsqu'un contingent de 8 000 soldats espagnols débarquent en Sardaigne qui fait alors partie de l'empire des Habsbourg. Le conflit voit s'unifier les quatre puissances européennes, le royaume de Grande-Bretagne, la France, l'Autriche (en tant que Saint-Empire romain germanique) et les Provinces-Unies contre l'Espagne de Philippe V et du cardinal Alberoni. La paix est signée à La Haye le 20 février 1720.

## Conséquences du conflit
L'Espagne sort vaincue de la guerre, principalement grâce à l'intervention de la flotte anglaise qui détruit une grande partie de la flotte espagnole, rendant difficile le soutien aux troupes débarquées d'abord en Sardaigne puis en Sicile. Le traité de paix est en grande partie la confirmation de celle d'Utrecht (mars-avril 1713) qui a mis fin à la guerre de Succession d'Espagne.
Avec le traité de La Haye, l'Espagne perd tous ses territoires en Italie et en Hollande, mais Philippe V est néanmoins confirmé sur le trône espagnol. Il obtient que son fils Charles qu'il a eu de son épouse Élisabeth Farnèse succède aux Farnèse comme duc de Parme et Plaisance et de Toscane après l'extinction présumée prochaine de la lignée mâle des Farnèse, et de celle des Médicis dont Élisabeth est l'héritière légitime par sa grand-mère.
Le traité donne la Sicile à l'Autriche au lieu de rester à Victor-Amédée II de Savoie, à qui on donne en échange la Sardaigne ce qui fait de Victor-Amédée le roi de Sardaigne.